# 88 Greenwich Street
88 Greenwich Street, auch Greenwich Club Residences, früher 19 Rector Street, ist ein mehrfach gegliedertes Hochhaus in Manhattan in New York City. Es wurde in den Jahren 1929/30 von dem US-amerikanischen Architekten Lafayette Goldstone im zeitgenössischen Art-Déco-Stil errichtet.

## Beschreibung

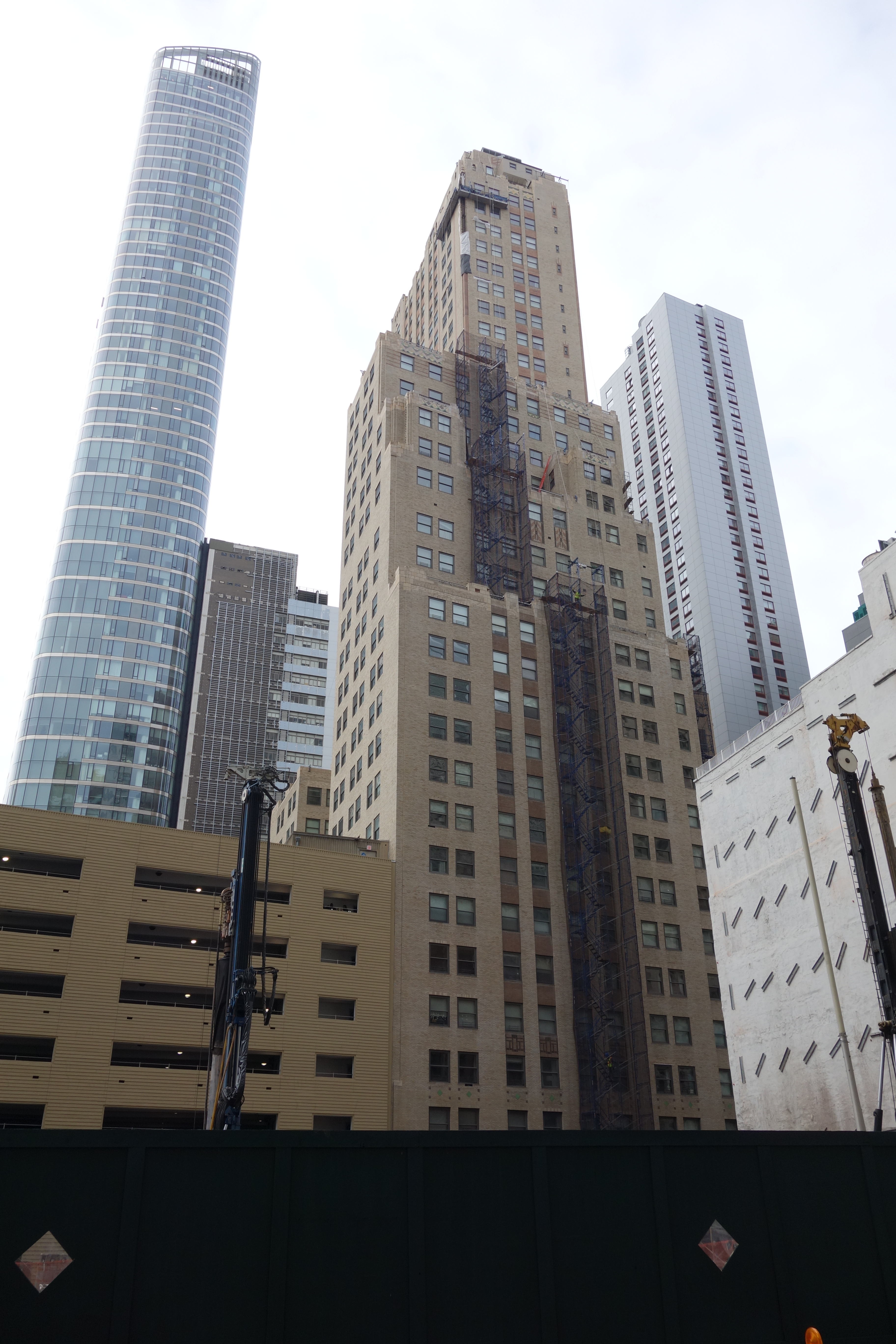
Blick von Osten auf das Wohnhochhaus im Jahr 2018, links 50 West Street.

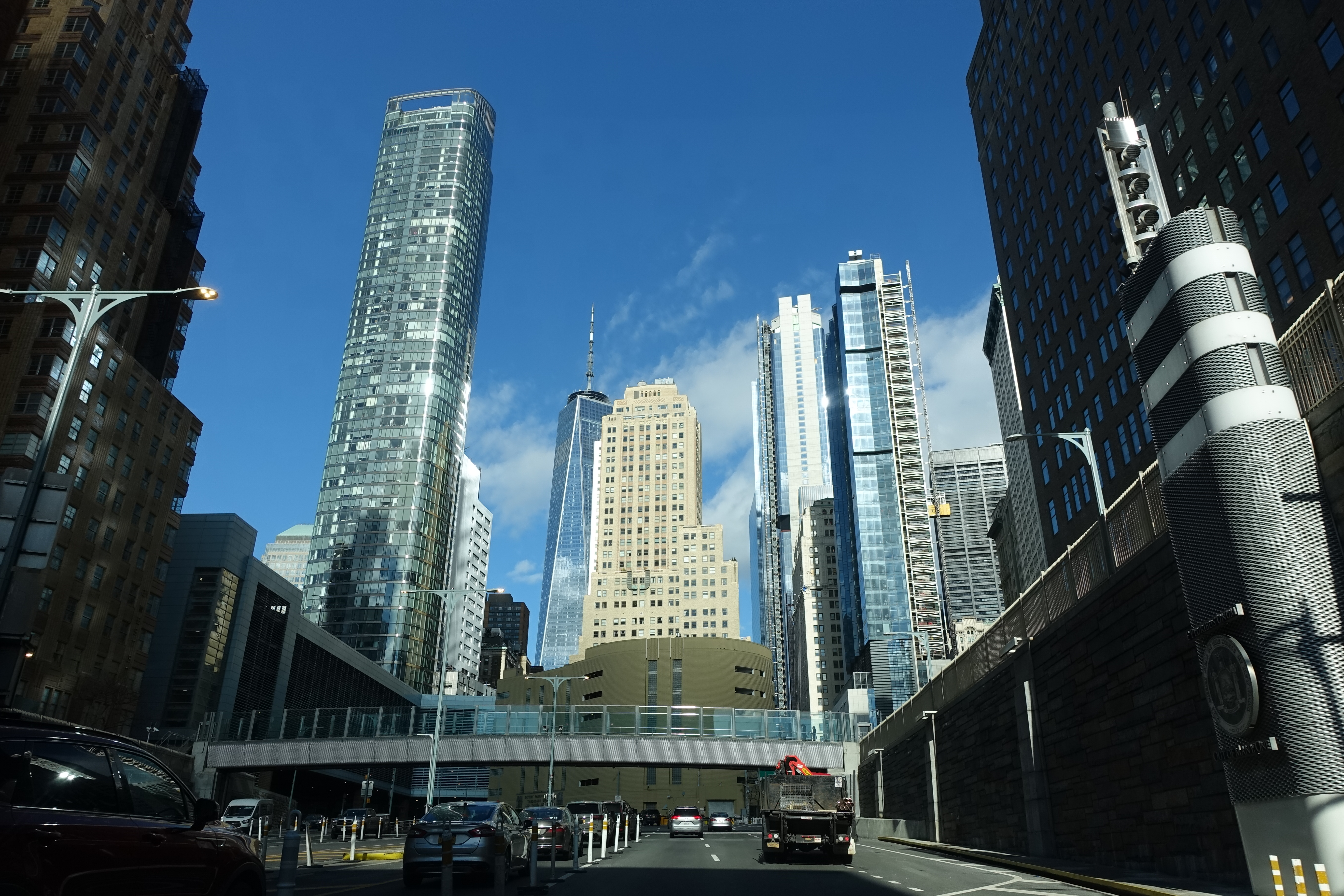
Blick vom Brooklyn-Battery Tunnel nach Norden, in der Mitte 88 Greenwich Street, dahinter das One World Trade Center.

Das Wohnhochhaus befindet sich in Lower Manhattan im Financial District an der Rector Street zwischen der Washington Street und der Greenwich Street. Wenige Blocks nördlich liegt das World Trade Center, südlich des Gebäudes verlaufen die Ab- und Zufahrten zum Hugh L. Carey Tunnel (Brooklyn-Battery Tunnel), der nach Brooklyn führt. An der Kreuzung Rector Street/Greenwich Street befinden sich Zugänge zur Station Rector Street der New York City Subway. Hier verkehrt die Linie .
Das Hochhaus ist 142 Meter (466 Fuß) hoch, hat 37 Geschosse und belegt einen ganzen Häuserblock. Die Fassade ist mit Ornamenten aus grünen, gelben, braunen und beigefarbenen Terrakottasteinen geschmückt. Das ursprünglich als Bürogebäude konzipierte Haus dient seit seiner Renovierung im Jahr 2007 als Wohnanlage mit 452 luxuriösen Eigentumswohnungen. Alleiniger Eigentümer ist seit 2014 die Immobilienfirma Thor Equities (Stand 2023).
Am 22. Mai 2002 wurde das Gebäude noch unter dem alten Namen 19 Rector Street in das National Register of Historic Places aufgenommen.
2012 liefen infolge von Hurrikan Sandy rund 85.000 m3 Salzwasser in das Gebäude, wodurch ein Öltank aus seiner Verankerung gerissen und dadurch leckgeschlagen wurde. Wegen des auslaufenden Öls war das Gebäude vorübergehend unbewohnbar.